# 上顎側切歯
上顎側切歯（じょうがくそくせっし、maxillary lateral incisor）は上顎歯列で中切歯の遠心側に隣接する歯の事。正中から二番目にあることから上顎2番とも言う。智歯についで退化傾向が強く、円錐歯となったり、先天的な欠損となることも珍しくない。
近心側隣接歯：上顎中切歯
遠心側隣接歯：上顎犬歯
対合歯：下顎側切歯と下顎犬歯
歯冠が完成するのは四～五歳時で、八～九歳で萌出、歯根完成は十～十一歳の時である。
- 盲孔
  - 上顎側切歯の舌側面に見られる形態で、歯頸隆線は切縁方向に発育し、その下方に舌面窩が潜り込み小孔を形成したもので、う蝕の好発部位[3]である。
- 斜切痕
  - 上顎側切歯の舌側面に見られる形態で、歯頸隆線と基底結節の境に鋭い切痕として存在する。これは辺縁隆線に対して必ず斜めに走行していることから斜切痕と命名された。盲孔同様う蝕が生じやすい。